# Black Tiger (Rapper)
Black Tiger (* 1972 in Basel; bürgerlich Urs Baur) ist ein Schweizer Hip-Hop-Künstler.

## Leben und Wirken
Er gilt als der erste Musiker, der auf Schweizerdeutsch (Baseldeutsch) rappte, dies auf Murder by Dialect (1991) von P-27. Später nahm er zusammen mit MC Rony ein Album auf und gründete mit Skelt! die Gruppe Skeltigeron. Danach konzentrierte sich Black Tiger wieder auf seine Solo-Karriere und veröffentlichte drei Solo-Alben (Solo, 2003; Beton Melancholie, 2006, Transformation, 2020).
Black Tiger absolvierte die Matura am Gymnasium am Münsterplatz, bevor er in die Musikbranche einstieg. Danach begann er an der Universität Basel ein Psychologie-Studium. Dieses brach er jedoch vorzeitig ab und arbeitete unter anderem als Verkäufer, Musiker, Schauspieler, Musikredaktor und DJ. Im Frühling 2014 erhielt Black Tiger seinen Master-Diplom in Psychologie an der Universität Bern.
Im Jahre 2012 versammelte er 147 Musiker aus Basel und der Region für das Projekt 1 City 1 Song. Das erste Konzert fand in der Reithalle Basel statt, ein zweites unter freiem Himmel am Barfüsserplatz, wo ca. 10`000 Gäste das Event besuchten. Der Song wurde in voller Länge von Radio DRS 3 ausgestrahlt. Aufgenommen wurde es in den baselcitystudios.

## Diskografie

### Alben
- 1998: Groovemaischter contrabbandieri squalo 73 / S.O.S.
- 2000: Showtime (mit MC Rony)
- 2000: Zwei in Aim (mit MC Rony)
- 2003: Solo
- 2004: Elements Reunion – Deal With The Real (mit Crossroad, MC Rony, EKR; prod. by Jakebeatz)
- 2005: Ai Daag In Basel (Gastauftritt mit Freakanoid)
- 2006: Ai Daag Im GM (Gastauftritt mit RapBau)
- 2006: Beton Melancholie
- 2007: Tigerony (mit MC Rony)
- 2009: Rap Pack – Aus der Dunkelheit ("Egal was kommt")
- 2020: Transformation